# Invincible (singel Tinie Tempah)
Invincible – czwarty singiel brytyjskiego rapera Tinie Tempah nagrany z piosenkarką Kelly Rowland, pochodzący z debiutanckiego albumu Disc-Overy (2010).
Piosenka tak jak poprzednia była wysoko notowana. W Nowej Zelandii singiel zdobył status złota.

## Lista utworów
UK Digital Download/German CD Single
1. „Invincible” – 3:21
2. „Invincible” (Acoustic) – 3:21
3. „Invincible” (Instrumental) – 3:20

UK Promo CD Single
1. „Invincible” – 3:21
2. „Invincible” (Instrumental) – 3:20